# Cathédrale de Tromsø
La cathédrale de Tromsø (norvégien : Tromsø domkirke) à Tromsø, Norvège est le siège du Diocèse de Nord-Hålogaland, la seule cathédrale édifiée en bois, un exemple peu commun d'architecture néogothique de bois. 
Il s'agit également de la cathédrale protestante la plus nordique du monde. 

## Historique

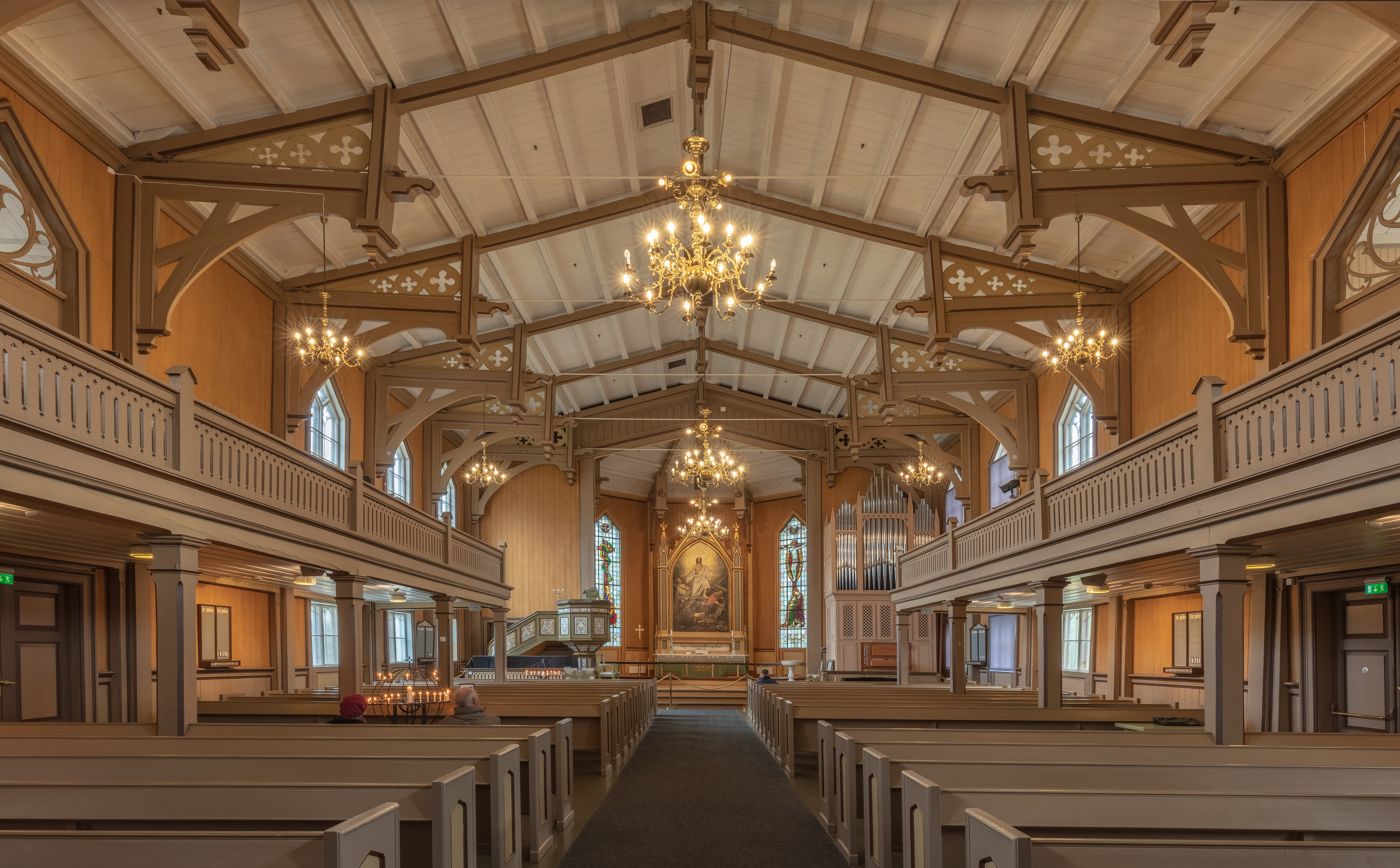
Vue intérieure de la cathédrale de Tromsø.

L'édifice fut terminé en  1861, avec Christian Heinrich Grosch (en) comme architecte. La cathédrale est située au centre de la ville de Tromsø sur un site qui comportait une église depuis le XIIIe siècle.